# Пауль Фрідріх Маєргайм
Пауль Фрідріх Маєргайм (нім. Paul Friedrich Meyerheim; 13 липня 1842, Берлін — 14 вересня 1915, Берлін) — німецький художник. Він малював портрети та пейзажі, але найкраще відомий як художник-анімаліст.
| Художник | Це незавершена стаття про художника. Ви можете допомогти проєкту, виправивши або дописавши її. |

1. 1 2 3  Чеська національна авторитетна база даних
2. 1 2 3 4 5 6 7  Das geistige Deutschland am Ende des XIX. Jahrhunderts: Enzyklopädie des deutschen Geisteslebens in biographischen Skizzen — L, B: 1898.